# Calumma guillaumeti
Espèce
Synonymes
- Chamaeleo gastrotaenia guillaumeti Brygoo, Blanc & Domergue, 1974

Statut de conservation UICN

 LC  : Préoccupation mineure
Statut CITES
Calumma guillaumeti est une espèce de sauriens de la famille des Chamaeleonidae.

## Répartition
Cette espèce est endémique du Nord-Est de Madagascar.

## Étymologie
Cette espèce est nommée en l'honneur de Jean-Louis Guillaumet.

## Publication originale
- Brygoo, Blanc & Domergue, 1974 "1973" : Notes sur les Chamaeleo de Madagascar. XII. Caméléons du Marojezy. C. peyrierasi n.sp. et C. gastrotaenia guillaumeti n.subsp. (Reptilia, Squamata, Chamaeleonidae). Bulletin de l'Académie Malgache, vol. 51, no 1, p. 151-166.